# Mikalojus Konstantinas Čiurlionis
Œuvres principales
- Dans la forêt, poème symphonique (1901)
- Quatuor à cordes en ut mineur (1902)
- La Mer, poème symphonique (1907)
- La Mer, cycle pour piano (1908)
Mikalojus Konstantinas Čiurlionis, né le 22 septembre 1875 à Senoji Varėna (district de Varėna, sud de la Lituanie, alors dans l'Empire russe) et mort le 10 avril 1911 à Pustelnik (arrondissement de Marki près de Varsovie, en Pologne), est un compositeur et peintre lituanien.

## Biographie

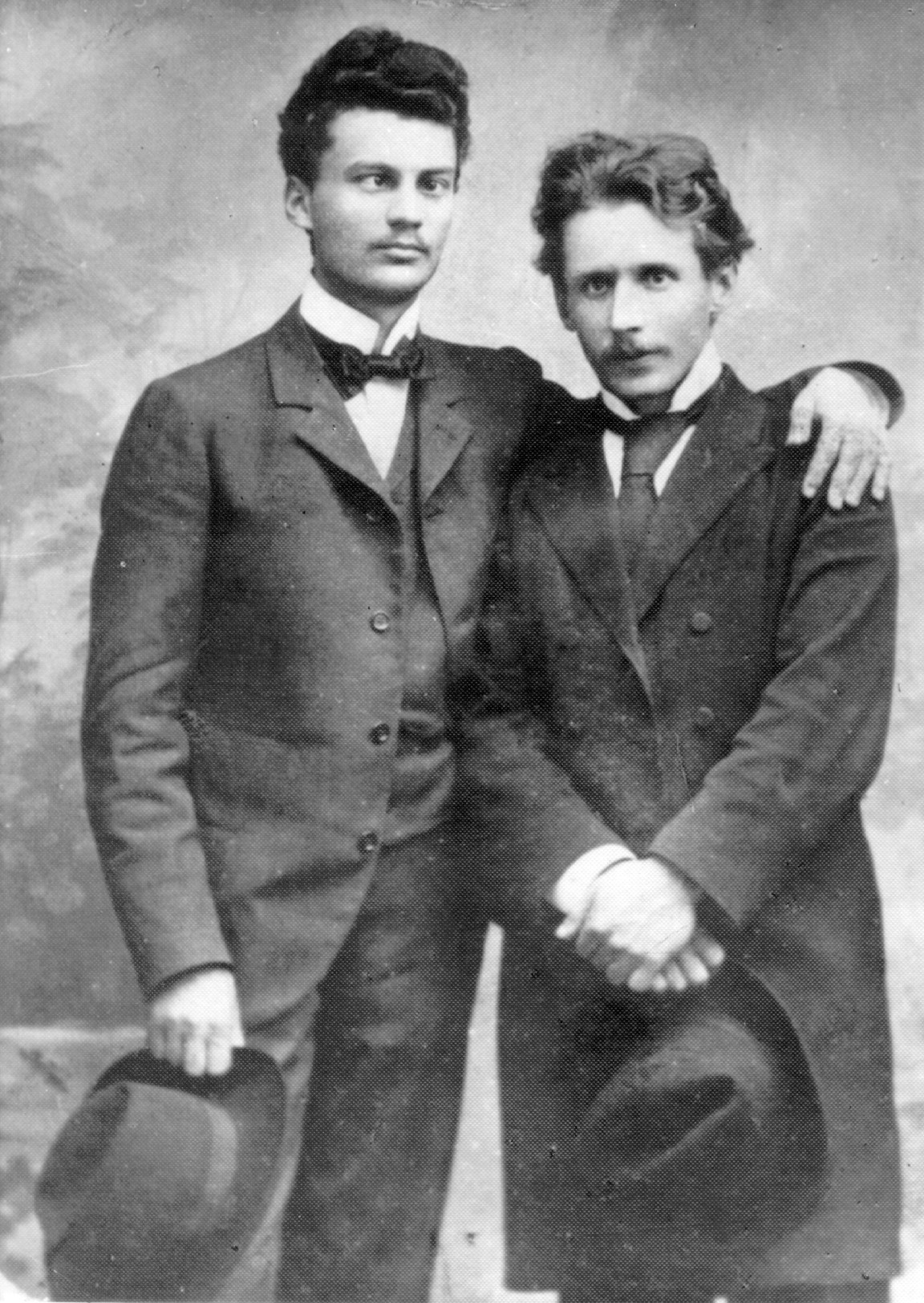
Vers 1899 à Varsovie, avec le compositeur polonais Eugeniusz Morawski-Dąbrowa (1876-1948)

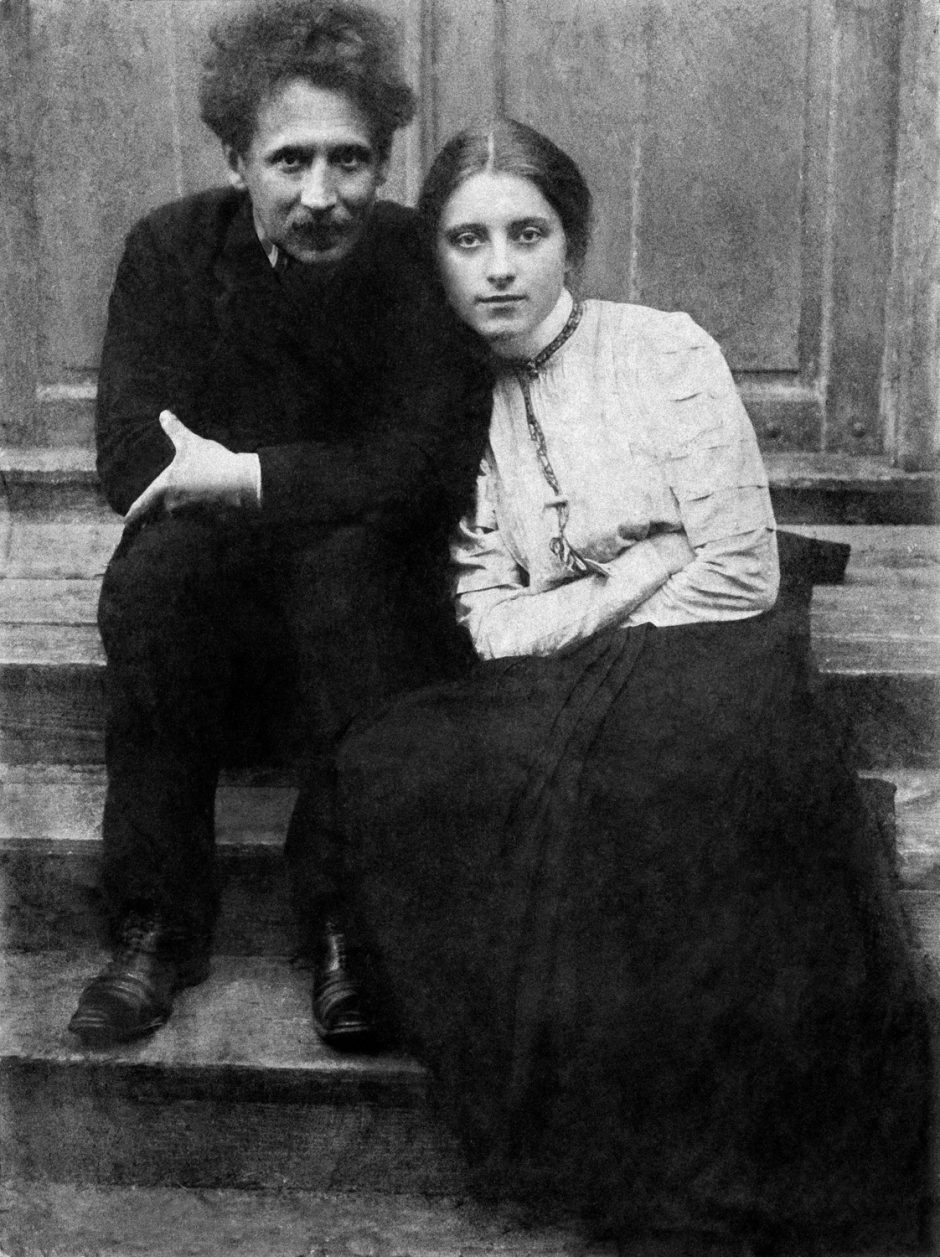
En 1908, avec l'écrivaine Sofija Kymantaitė (1886-1958), qu'il épouse l'année suivante

Né la même année que Maurice Ravel, Mikalojus Konstantinas Čiurlionis étudie entre 1894 et 1899 en classes de piano et de composition au Conservatoire de Varsovie. À partir de 1901, il poursuit sa formation en classe de composition avec Carl Reinecke au Conservatoire de Leipzig (Allemagne), ville où il enrichit sa culture générale (qui est très universelle puisqu'il s'intéresse également, jusqu'à la fin de sa vie, à l'astrologie, la chimie, l'histoire, la philosophie...). Puis il revient à Varsovie et y intègre en 1904 l'École des Beaux-Arts, désirant également se consacrer à la peinture. Suivent plusieurs années – agrémentées de voyages en Allemagne et en Autriche durant lesquels il parfait son éducation artistique – où il mène conjointement une double carrière de compositeur et de peintre (avant que cette dernière ne prenne plutôt le dessus). En 1906, il visite Prague, Dresde, Nuremberg, Munich où il découvre notamment Max Klinger, puis revient par Vienne où il est séduit par les expositions d'art et d'industrie, les églises baroques.
À Varsovie, il dirige un temps un chœur lituanien établi dans cette ville et pour lequel il écrit plusieurs œuvres chorales a cappella (notamment des harmonisations de chants populaires). En 1907, il s'installe à Vilnius, la capitale de la Lituanie, dont il devient un des chantres de l'identité nationale. Il prend part à tous les événements artistiques de la ville, il y compose son opéra « Jurata », harmonise les chants populaires lituaniens, organise des soirées musicales à la « Société d'Art international et lituanienne ». C'est à Vilnius que sont créés ses meilleurs tableaux, appelés « Sonates ». Malheureusement, ses compatriotes sont indifférents à ses créations et il reste incompris et solitaire dans ses aspirations.
En 1908, il est de passage à Saint-Pétersbourg (Russie) où il rencontre notamment Serge de Diaghilev et Vassily Kandinsky. Il y retrouve aussi son compatriote lituanien et vieil ami de Vilnius, Mstislav Doboujinski. Mais il connaît des difficultés matérielles et, en outre, des problèmes de santé qui culminent avec une pneumonie dont il meurt en 1911, la même année que Gustav Mahler. Il laisse veuve l'écrivaine Sofija Kymantaitė (1886-1958), épousée en 1909. De leur union est née une fille, Danutė Čiurlionytė-Zubovienė (1910-1995).
En musique, il est l'auteur de quelque 300 compositions dans des domaines variés (piano — dont de nombreux préludes et fugues —, orgue, musique de chambre, orchestre, chœurs…), l'une de ses plus connues étant le poème symphonique La Mer (1903-1907), sans doute son œuvre majeure (contemporaine du triptyque pour orchestre composé sous le même titre en 1905 par Claude Debussy). Dans la forêt, également un poème symphonique (1900-1901), le quatuor à cordes en ut mineur (1901-1902) et un cycle pour piano lui aussi nommé La Mer (1908) sont trois autres de ses compositions majeures.
En peinture, M. K. Čiurlionis crée environ 300 tableaux, dans la mouvance du symbolisme et de l'Art nouveau, dont un triptyque abordant le thème de la mer une fois de plus, sa Sonate de la mer (*) de 1908, comprenant trois mouvements intitulés Allegro, Andante et Finale. Il « compose » d'ailleurs souvent des « suites » de tableaux, dont les titres font régulièrement référence à la musique, notamment d'autres « sonates », comme la Sonate du soleil (*) de 1907, en quatre tableaux. Il réalise aussi des « cycles » ambitieux, tels La Création du Monde (*), cycle de treize tableaux de 1905-1906 ou Le Zodiaque (*), cycle de douze tableaux de 1907 et, en outre, nombre de tableaux et dessins isolés, dont trois Contes de fées (*) de 1908-1909, ainsi que Les Croix de Samogitie (*) et Rex (*), deux de ses dernières toiles, de 1909.
(*) : Voir galeries ci-dessous.

## Œuvre (sélection)

### Musique
La numérotation en « VL » fait référence au catalogue thématique des œuvres du compositeur, établi par le musicologue Vytautas Landsbergis.
Pièces pour orgue
- 1902 : Fugue en ut dièse mineur VL 86 ; Prélude en ut majeur VL 89 ; Fughetta en sol mineur VL 91 ; Mazurka avec variation en sol majeur VL 238 ;
- 1904 : 11 préludes et un fugato VL 94 à 105.

Pièces pour piano
- 1896 : 4 préludes VL 106 à 109 ;
- 1898 : Sonate en fa majeur VL 155 ; Sonate en ut dièse mineur VL 156 (réputée perdue) ; Thème et variations en ré majeur VL 151 ;
- 1899 : 3 mazurkas VL 143-161-167 ;
- 1900 : Polonaise en la majeur VL 173 ; Nocturne en fa dièse mineur VL 178 ; Impromptu en fa dièse mineur VL 181 ;
- 1901 : Nocturne en ut dièse mineur VL 183 ; Polonaise en si bémol mineur VL 190 ;
- 1904 : Variations sur le thème Sefaa Esec VL 258 ; Variations sur le thème Besacas VL 265 ;
- 1908 : La Mer (Jūra), cycle en trois parties pour piano VL 317 ;
- 1909 : 16 préludes ; Fugue en si bémol mineur VL 345.

Musique de chambre
- 1898 : Thème et variations en si mineur VL 80 pour quatuor à cordes ; Fugues en sol majeur VL 81 et en fa dièse mineur VL 82, pour quatuor à cordes ;
- 1901-1902 : Quatuor à cordes en ut mineur VL 83 (inachevé).

Œuvres pour orchestre
- 1900-1901 : Dans la forêt (Miške), poème symphonique VL 1 ;
- 1902 : Ouverture Kęstutis pour orchestre VL 2 ; Symphonie en ré mineur VL 4 (inachevée) ;
- 1903-1907 : La Mer (Jūra), poème symphonique VL 5 ;
- 1907 : La Création du monde (Pasaulio sutvėrimas), poème symphonique VL 6 (inachevé).

Œuvres chorales
- 1898 : Requiem pour chœur a cappella VL 13 ;
- 1899 : Cantate De Profundis pour chœurs et orchestre (ou chœurs et orgue) VL 8-9 ;
- 1904-1908 : Chants folkloriques lituaniens harmonisés pour chœurs a cappella ;
- 1908-1909 : Jūratė, opéra (inachevé).

### Peinture

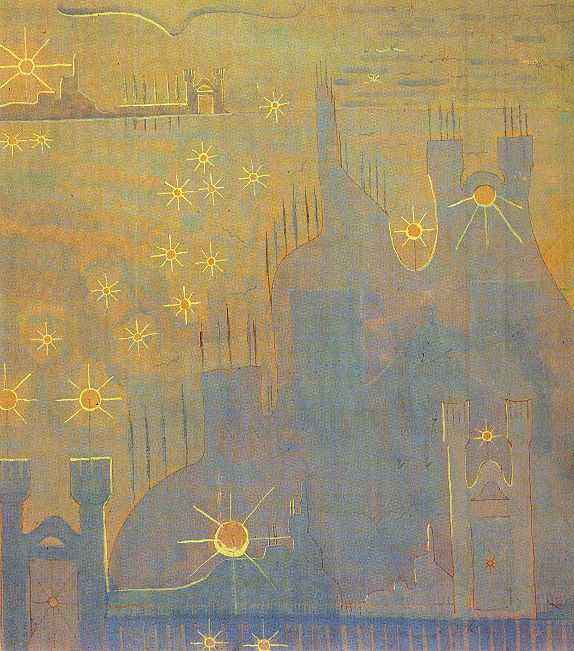
Allegro
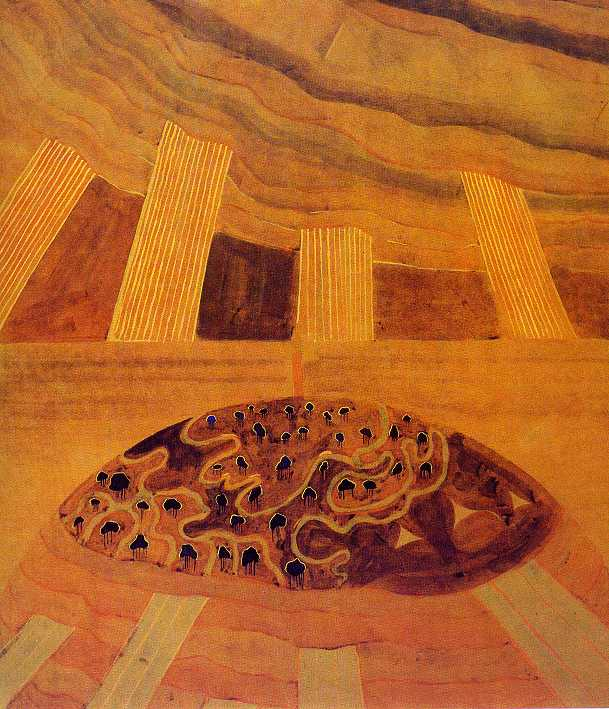
Andante
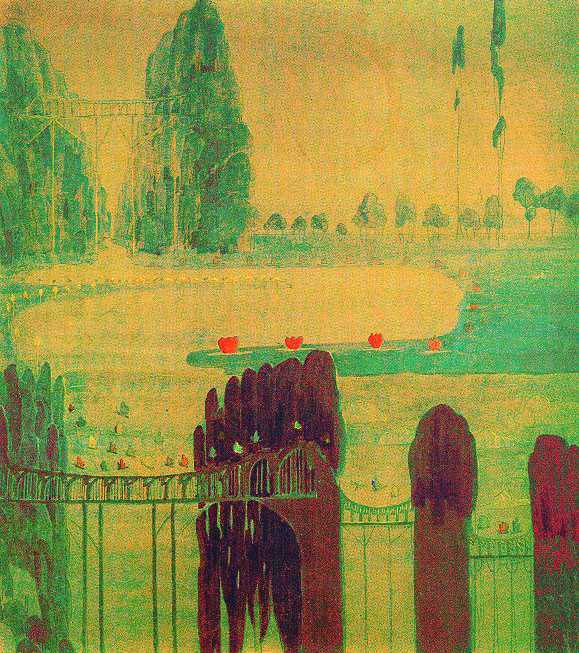
Scherzo
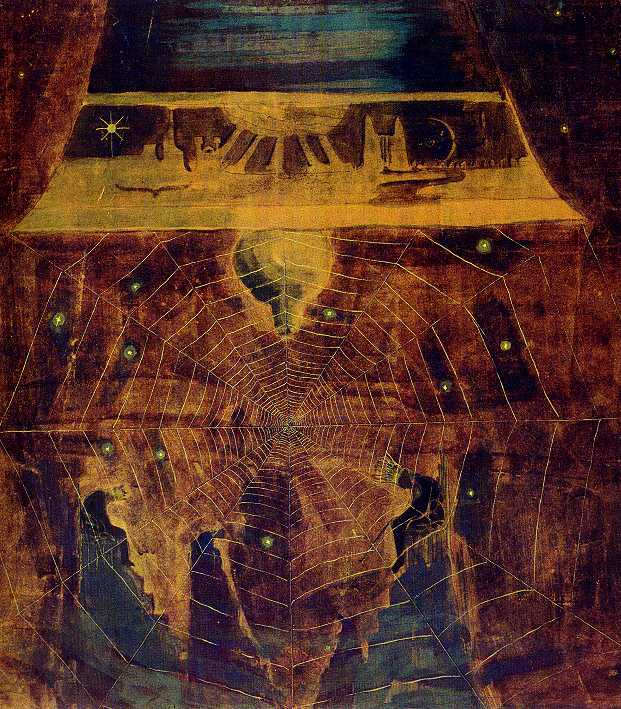
Finale

- 1903 : Symphonie funèbre (Laidotuviu simfonija), cycle de sept tableaux
- 1904 : Le Jour (Diena), un tableau
- 1904 : La Nuit (Naktis), un tableau
- 1904 : Vision (Regėjimas), un tableau

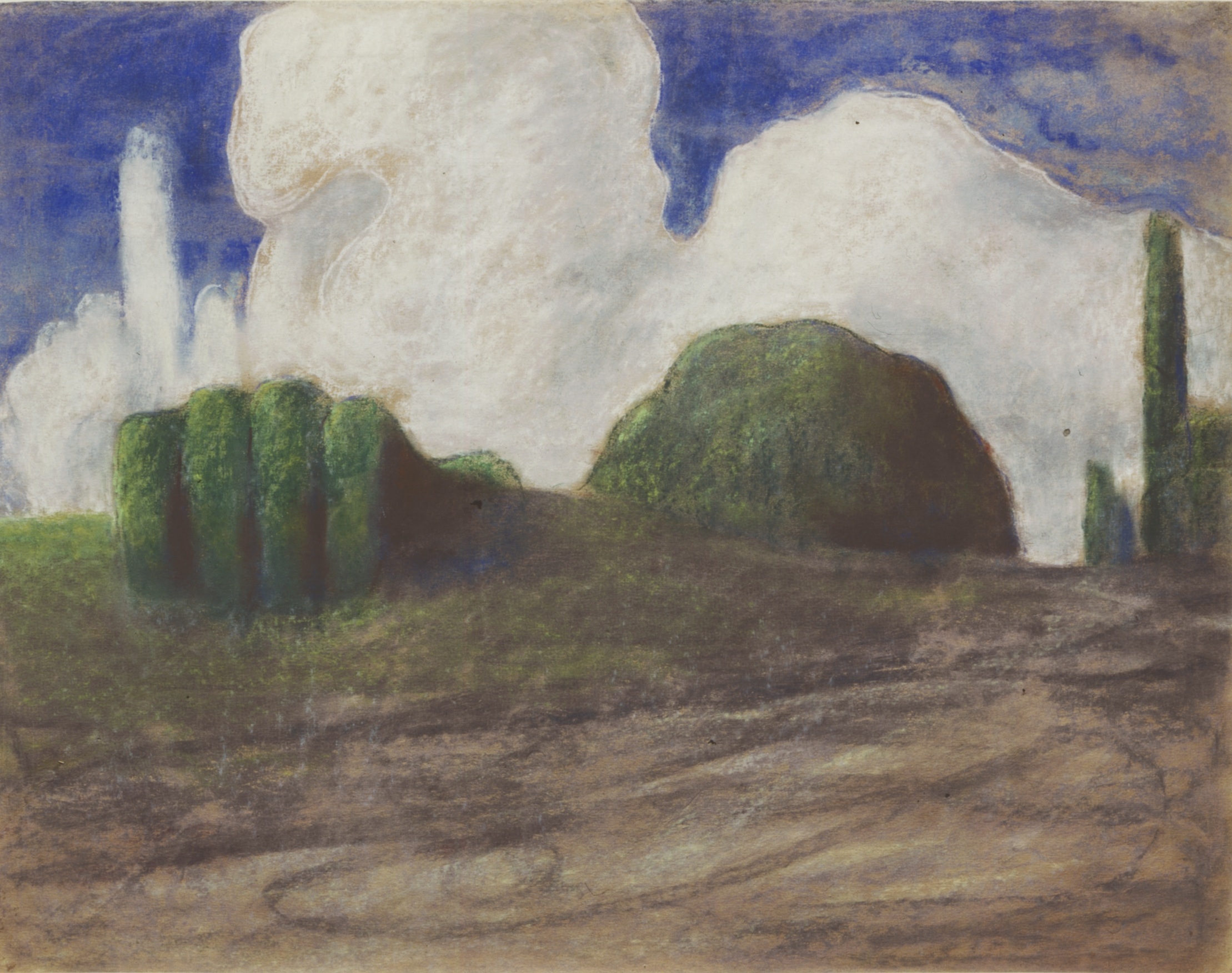
Le Jour (Diena)
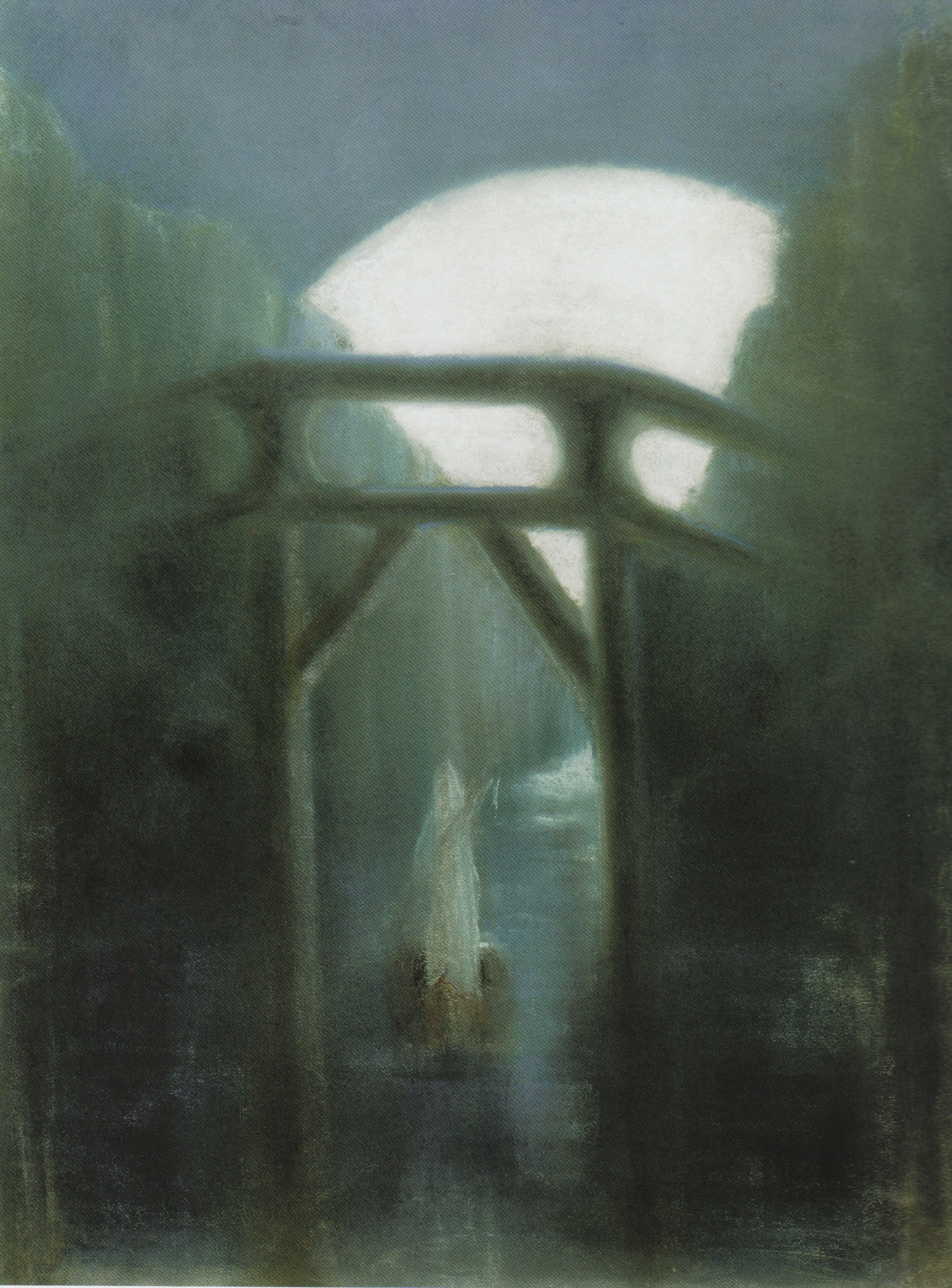
La Nuit (Naktis)
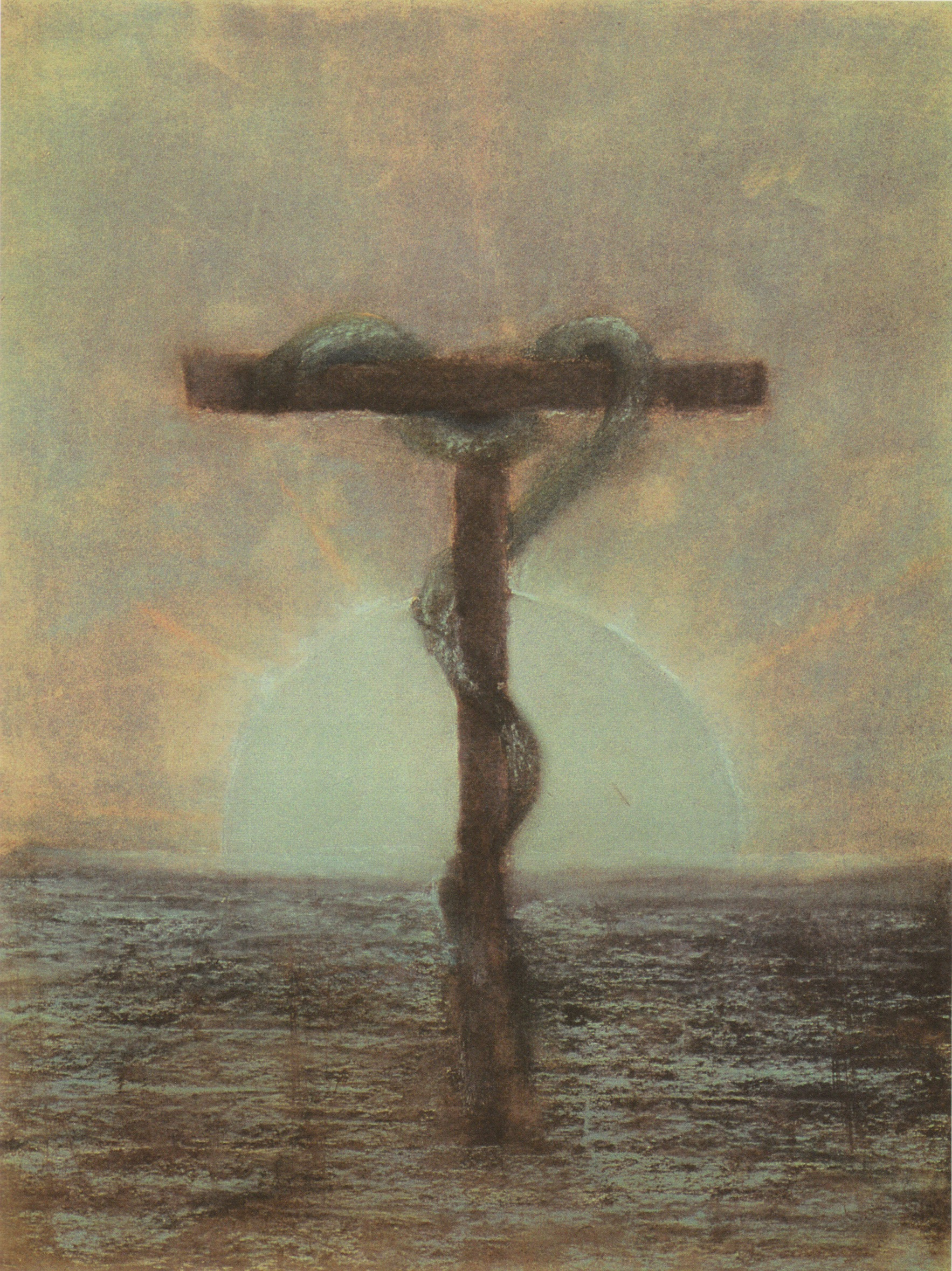
Vision (Regėjimas)

- 1904 : Diptyque La Ville enchantée (Užburtas miestas) comprenant les deux tableaux suivants :

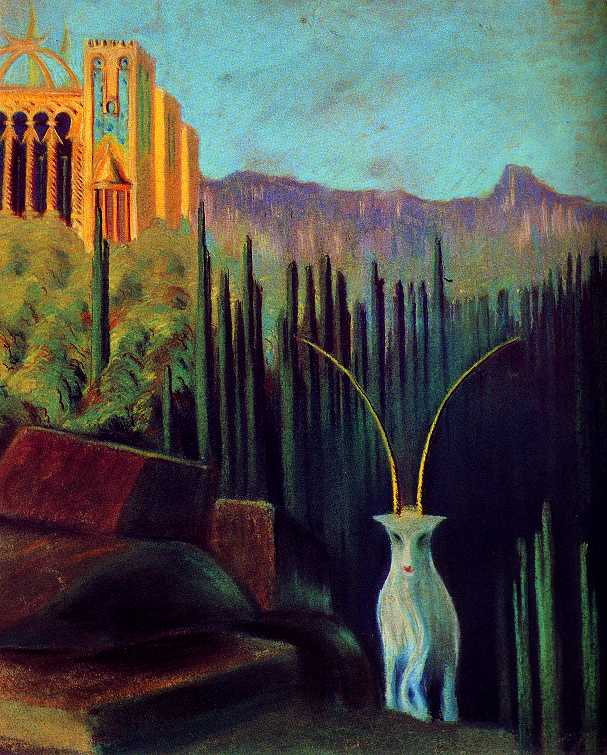
Capricorne. Fantaisie (Ožiaragis. Fantazija)
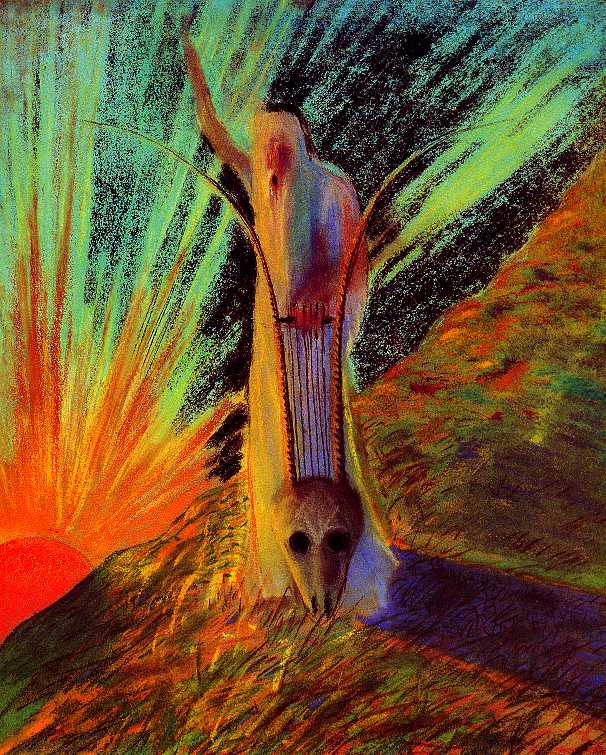
Matin. Fantaisie (Rytas. Fantazija)

- 1904-1905 : Le Déluge (Tvanas), cycle de neuf tableaux
- 1905 : La Vérité. 91,6 × 67,4 cm. Pastel sur papier
- 1905 : La Quiétude. 42,2 × 72,7 cm. Pastel, aquarelle, détrempe sur papier
- 1905 : L'Amitié. 73,4 × 63,5 cm. Pastel sur papier
- 1905-1906 : La Création du Monde (Pasaulio sutvėrimas), cycle de treize tableaux ci-après :

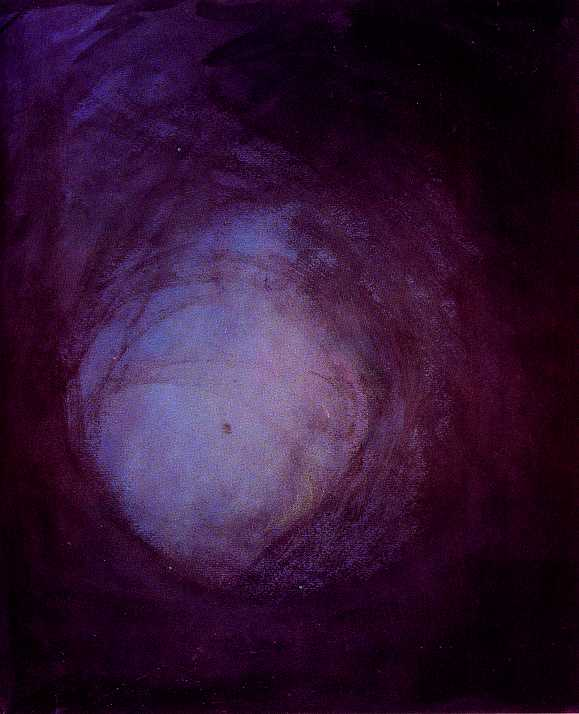
I
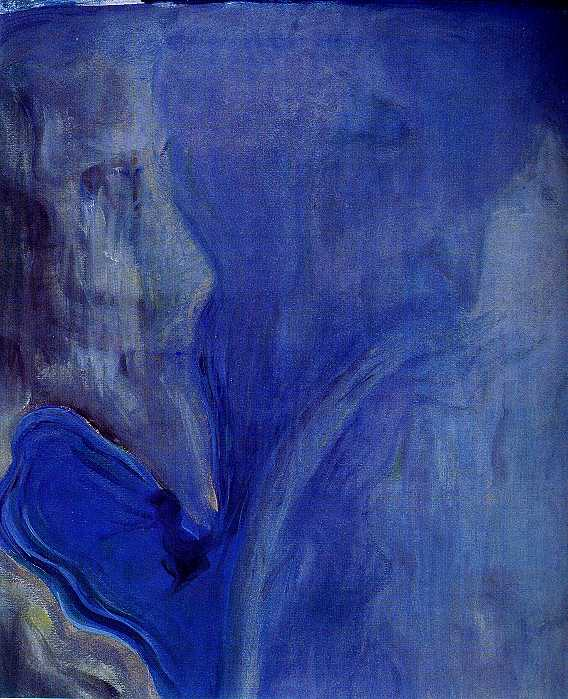
II
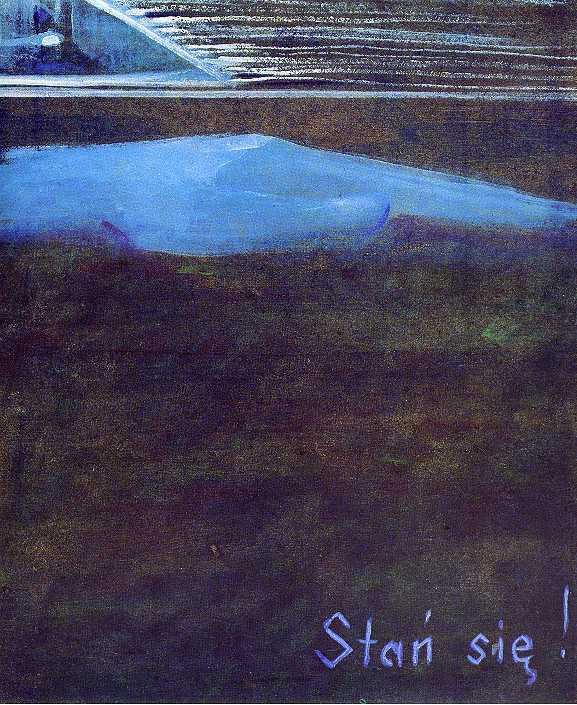
III
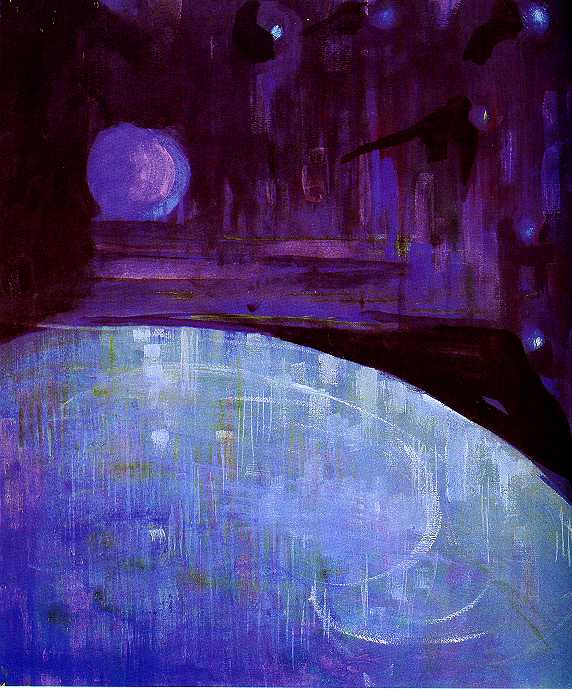
IV
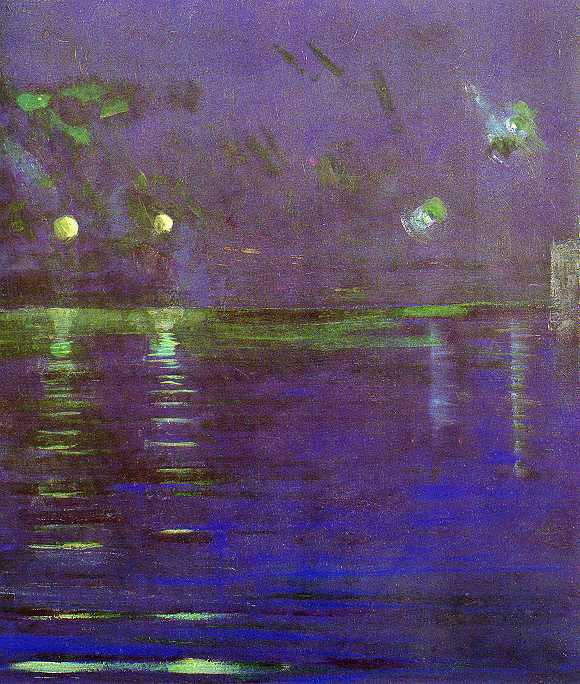
V
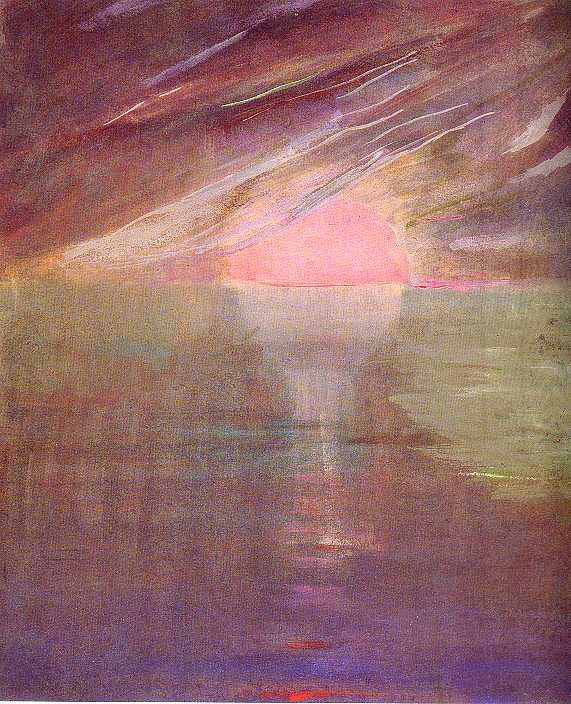
VI
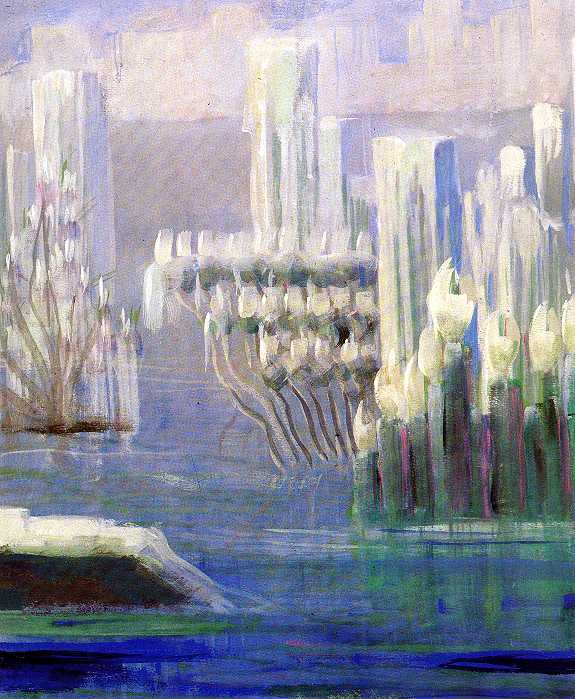
VII
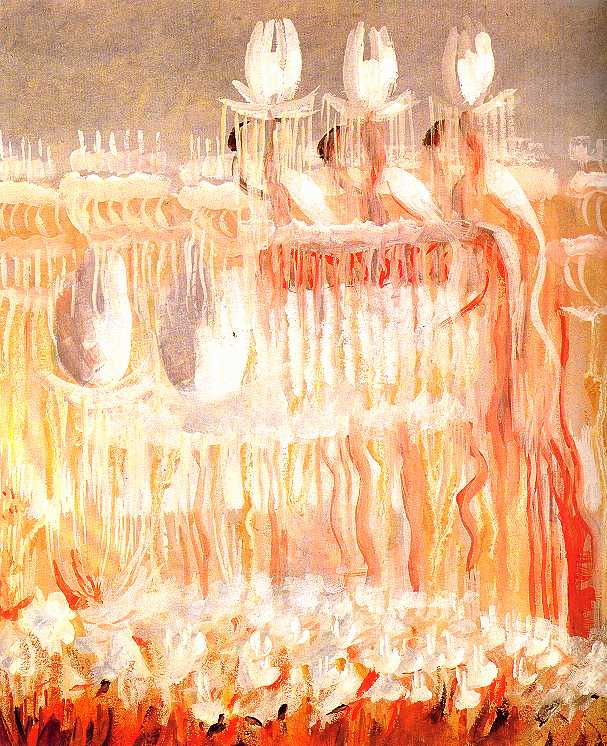
VIII
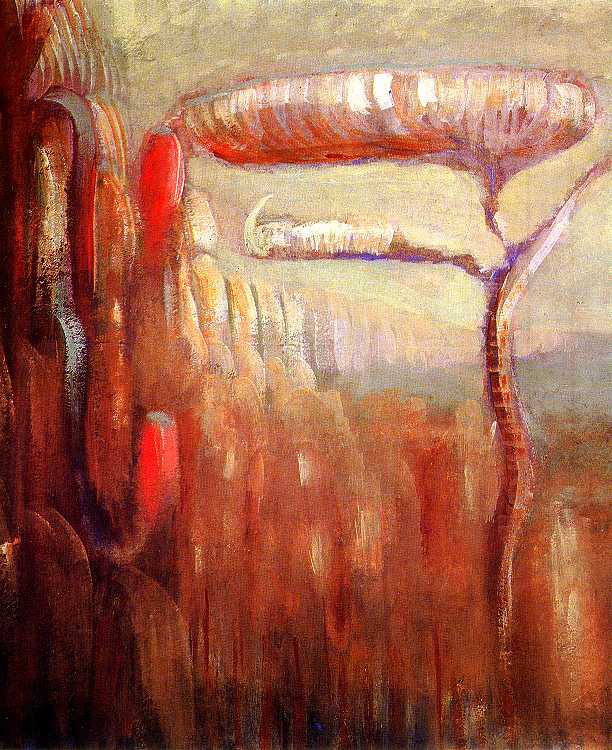
IX
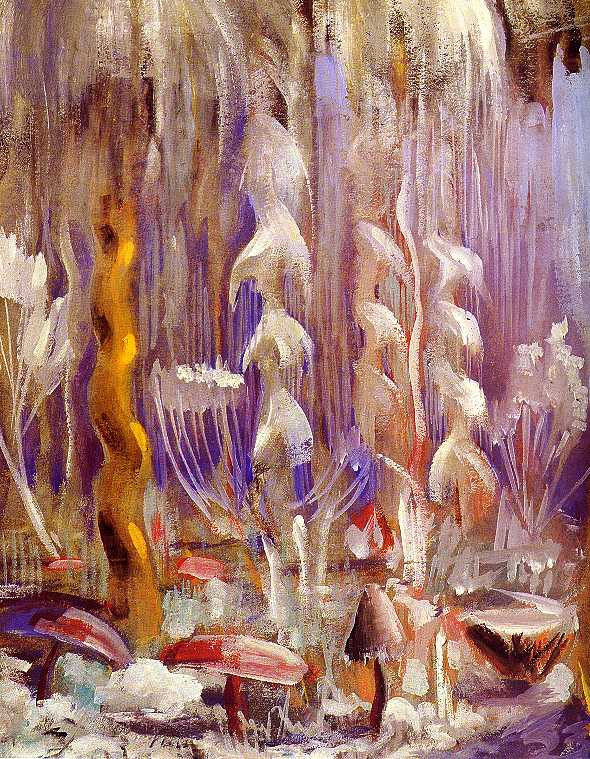
X
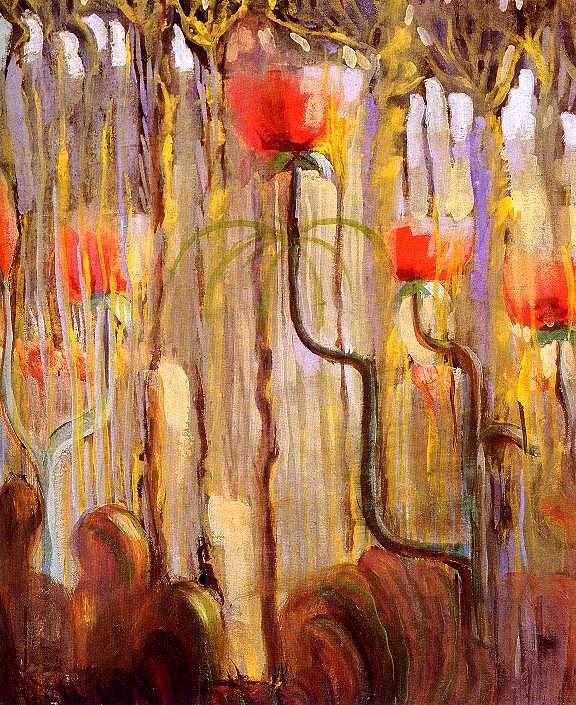
XI
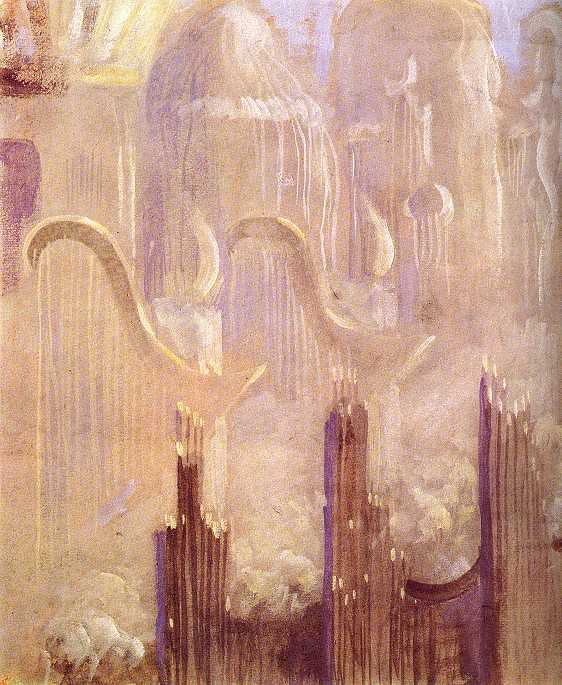
XII
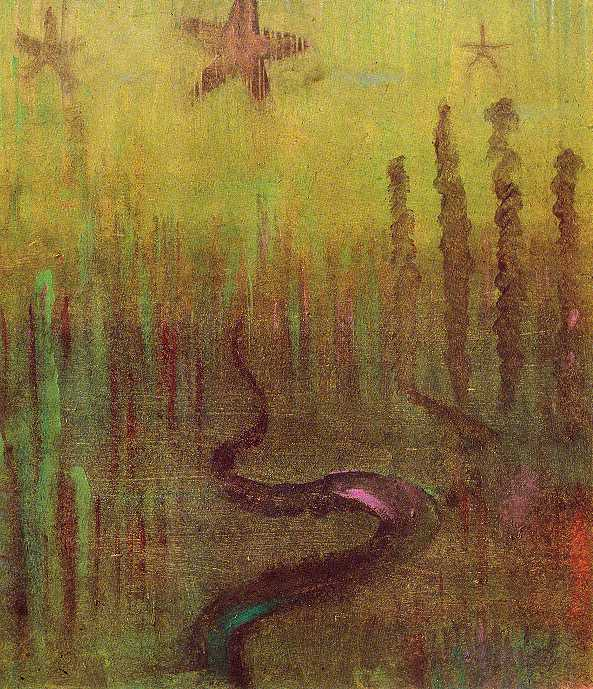
XIII

- 1906 : La Forêt. 62 × 72,8 cm. Pastel sur papier
- 1906 : Le Navire. 85 × 68 cm. Pastel sur papier
- 1906-1907 : L'Hiver (Žiema), cycle de huit tableaux dont :
  - 1907 : Hiver. 36 × 31,5 cm. Détrempe sur papier
  - 1907 : Hiver. 36,7 × 31,3 cm. Détrempe sur papier
- 1907 : Sonate du soleil (Saulės sonata) comprenant les quatre tableaux suivants :
  - Allegro. 63 × 59,5 cm. Détrempe sur papier
  - Andante. 63,2 × 58,4 cm. Détrempe sur papier
  - Scherzo. 63 × 59,5 cm. Détrempe sur papier
  - Finale. 63 × 59,6 cm. Détrempe sur papier

- Allegro
- Andante
- Scherzo
- Finale

- 1907 : Cycle du Printemps dont :
  - Le Clocher. 36,5 × 31,6 cm. Détrempe sur papier
- 1907 : Sonate du printemps (Pavasario sonata) comprenant quatre tableaux :
  - Allegro. 72,8 × 62,8 cm. Détrempe sur papier
  - Andante. 72,4 × 62,6 cm. Détrempe sur papier
  - Scherzo. 72,6 × 62 cm. Détrempe sur papier
  - Finale. 72,6 × 62,2 cm. Détrempe sur papier
- 1907 : Le Zodiaque (Zodiakas), cycle de douze tableaux ci-après dont :
  - Le Taureau. 35,8 × 30,7 cm. Détrempe sur papier
  - La Vierge. 35,8 × 31,4 cm. Détrempe sur papier
  - Le Sagittaire. 35,8 × 30,5 cm. Détrempe sur papier

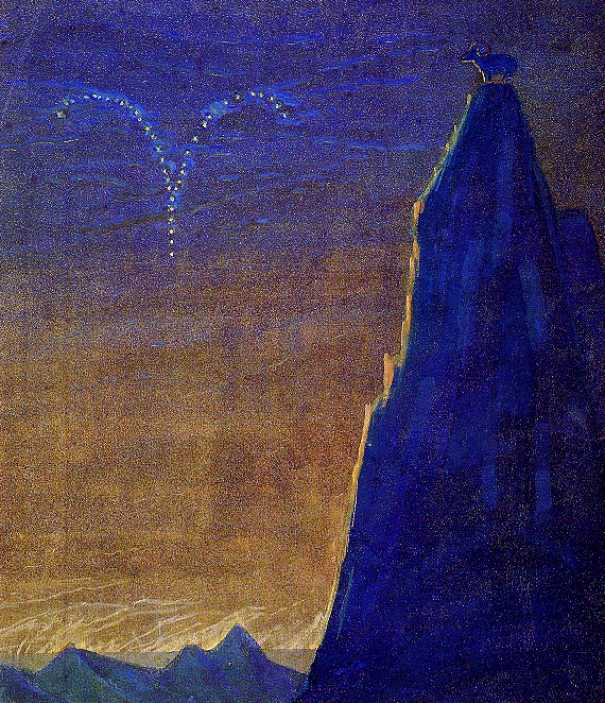
Bélier (Avinas)
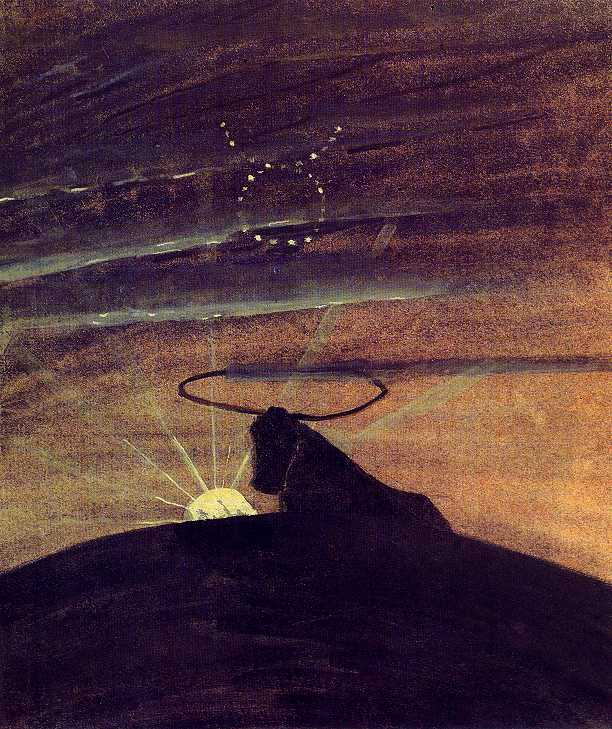
Taureau (Jautis)
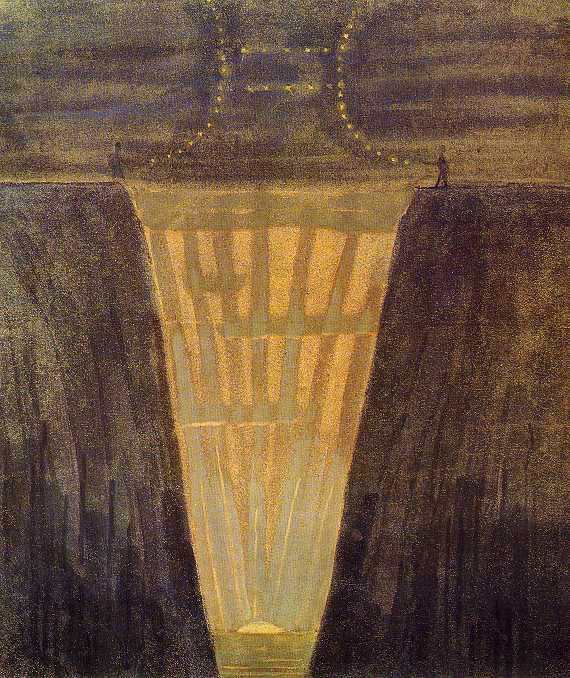
Gémeaux (Dvyniai)
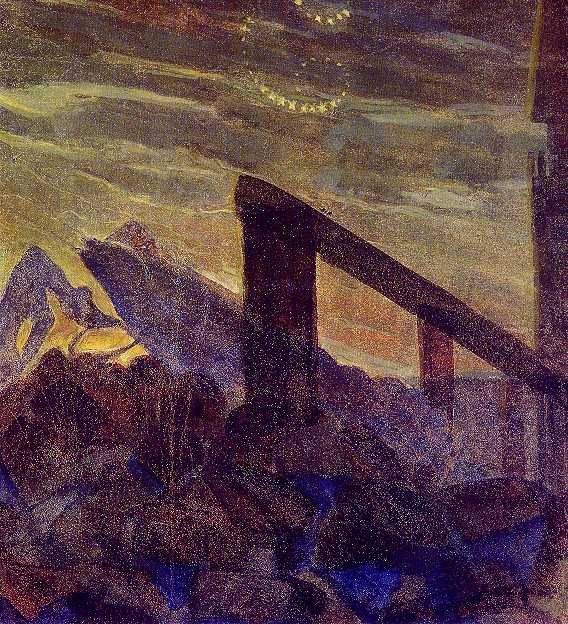
Cancer (Vėžys)
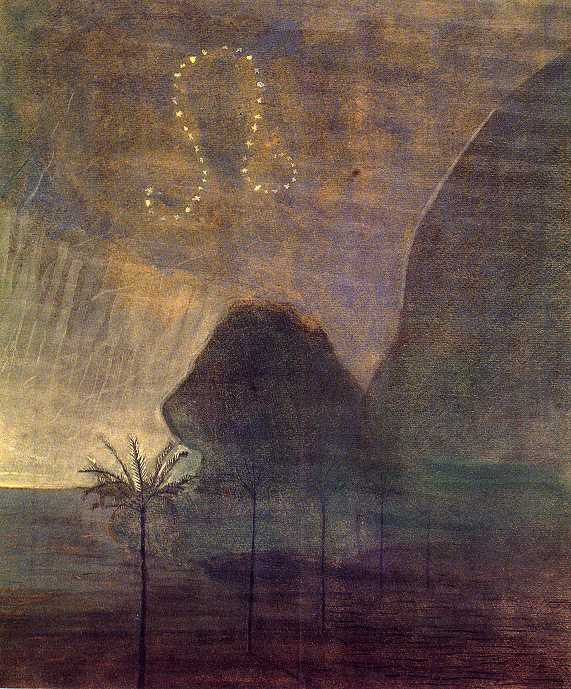
Lion (Liūtas)
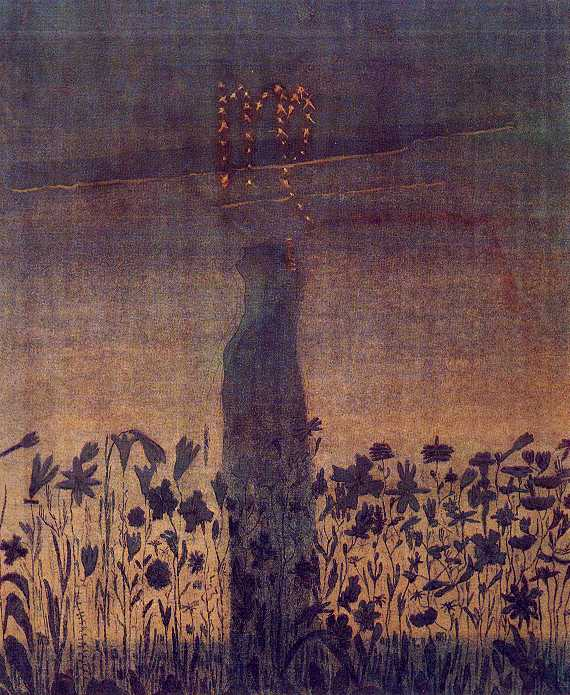
Vierge (Mergelė)
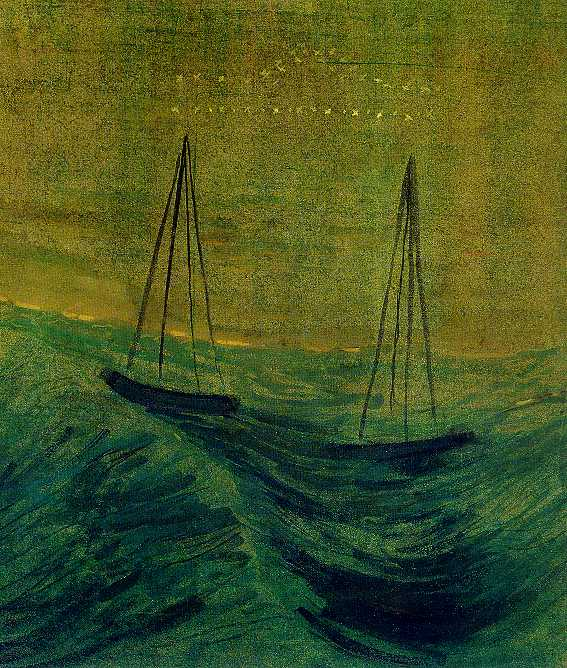
Balance (Svarstyklės)
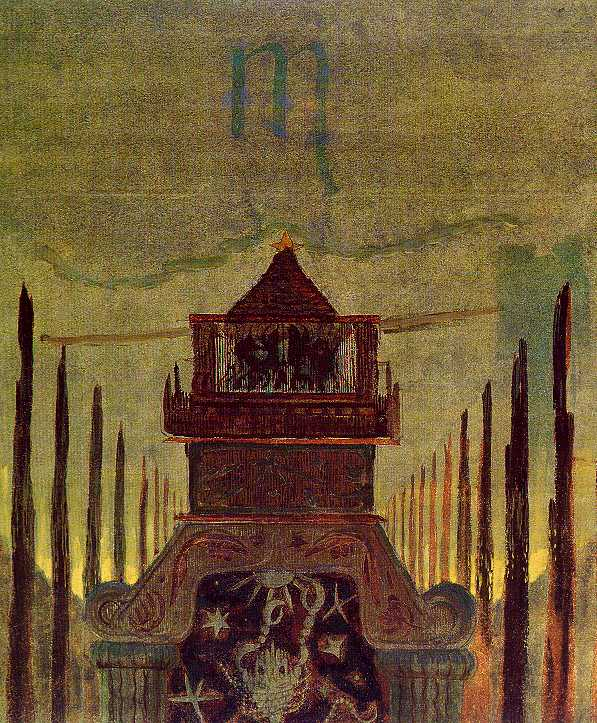
Scorpion (Kurklys)
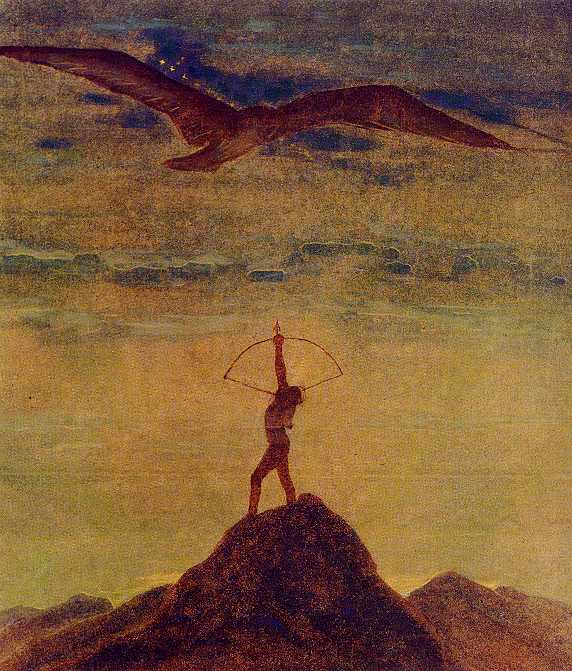
Sagittaire (Šaulys)
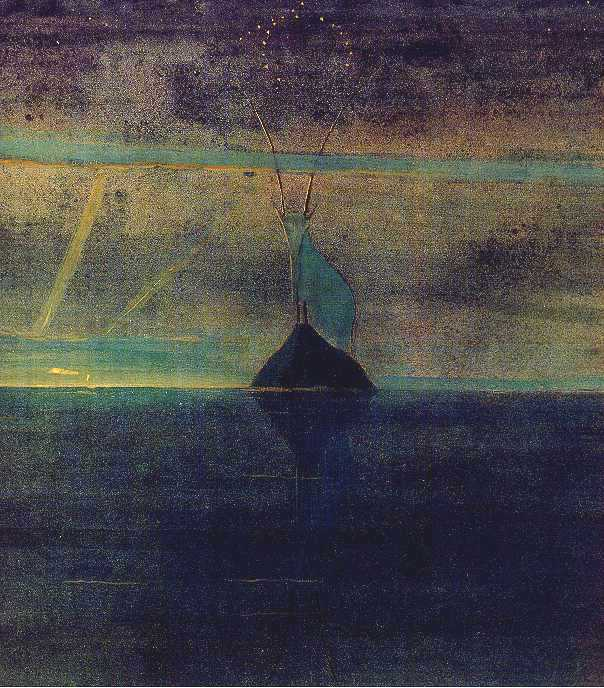
Capricorne (Ožys)
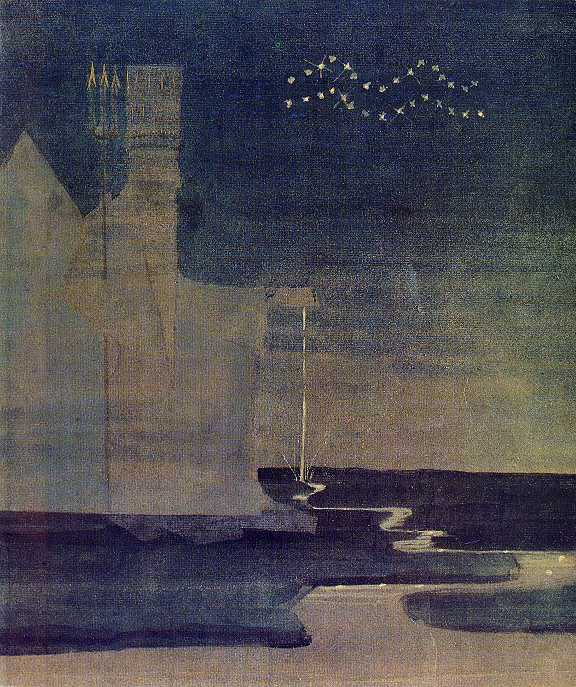
Verseau (Vandenys)
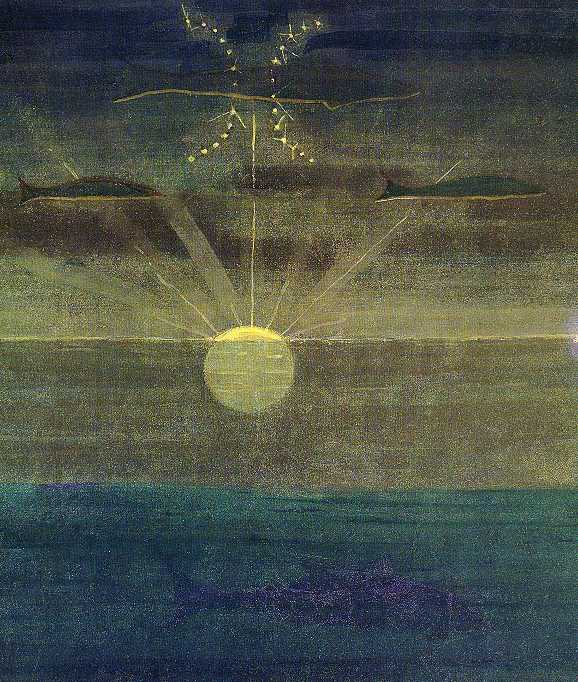
Poissons (Žuvys)

- 1907 : Triptyque Conte dont :
  - Panneau II : 63 × 72 cm. Détrempe sur papier
  - Panneau III : 72,4 × 62,8 cm. Détrempe sur papier
- 1907-1908 : Triptyque Raigardas ;
- 1908 : Sonate de l'été (Vasaros sonata) comprenant quatre tableaux
- 1908 : Sonate des étoiles (Žvaigždžių sonata) comprenant quatre tableaux dont :
  - Allegro. 72,2 × 61,4 cm. Détrempe sur papier
  - Andante. 73,5 × 62,5 cm. Détrempe sur papier
- 1908 : Sonate de la mer (Jūros sonata) comprenant les trois tableaux suivants :
  - Allegro. 73,4 × 63 cm. Détrempe sur papier
  - Andante. 73,3 × 62,4 cm. Détrempe sur papier
  - Finale. 73,2 × 62,9 cm. Détrempe sur papier

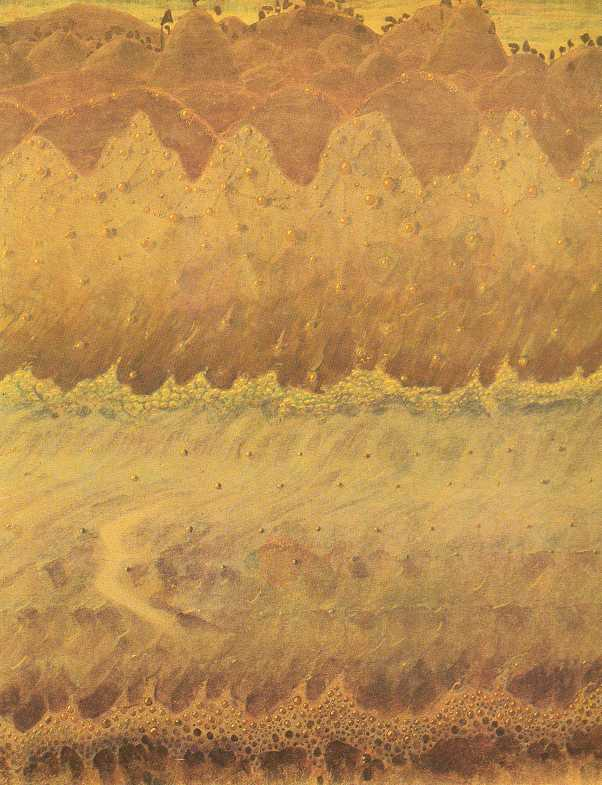
Allegro
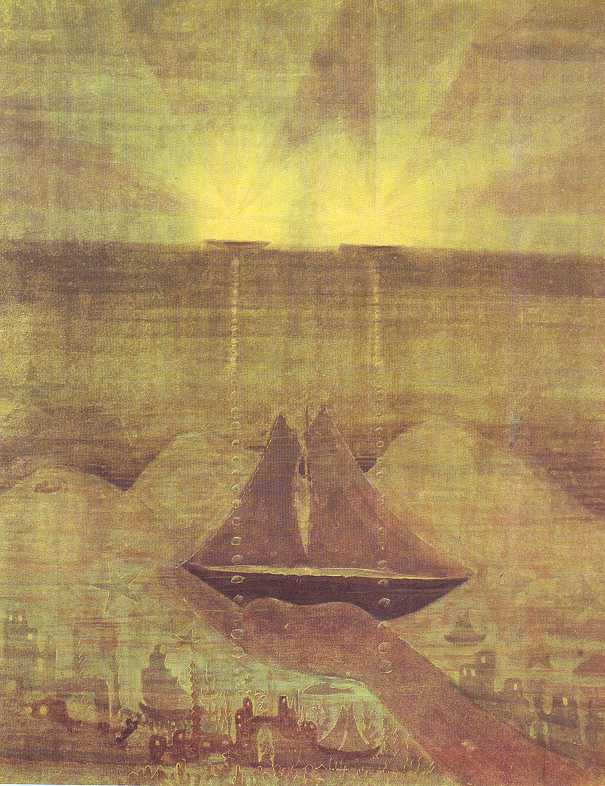
Andante
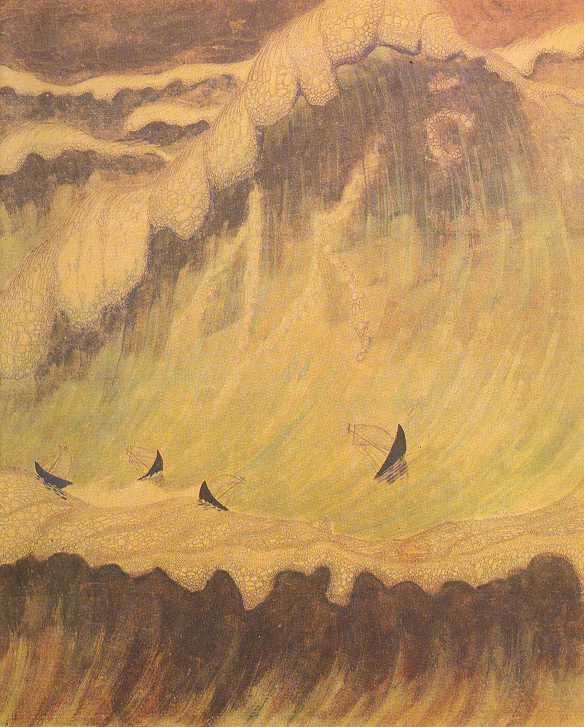
Finale

- 1908 : Diptyque Prélude et Fugue (Preludias ir fugas)
- 1908 : Triptyque Fantaisie (Fantazija) — Prélude, Fugue et Finale dont :
  - Fugue. 62,6 × 73 cm. Détrempe sur papier
- 1908-1909 : Série de Contes de fées (Pasakos) comprenant les trois tableaux suivants :
  - Conte des Rois (Karalių - Pasaka). 70,2 × 75,2 cm. Détrempe sur toile
  - Conte du Château (Pilis - Pasaka). 49,6 × 67 cm. Détrempe sur papier
  - La Forteresse (Tvirtovė - Pasaka)

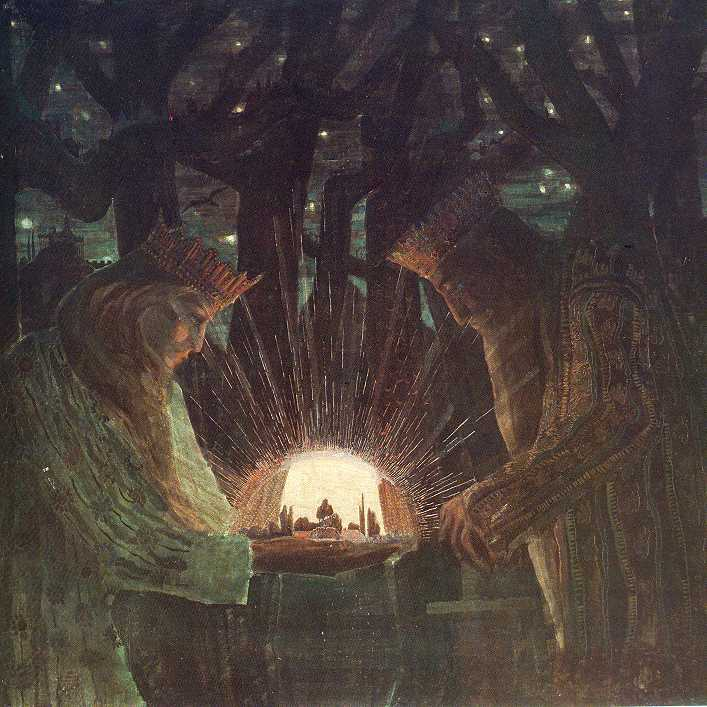
Les Rois - Conte de fées (Karalių - Pasaka)
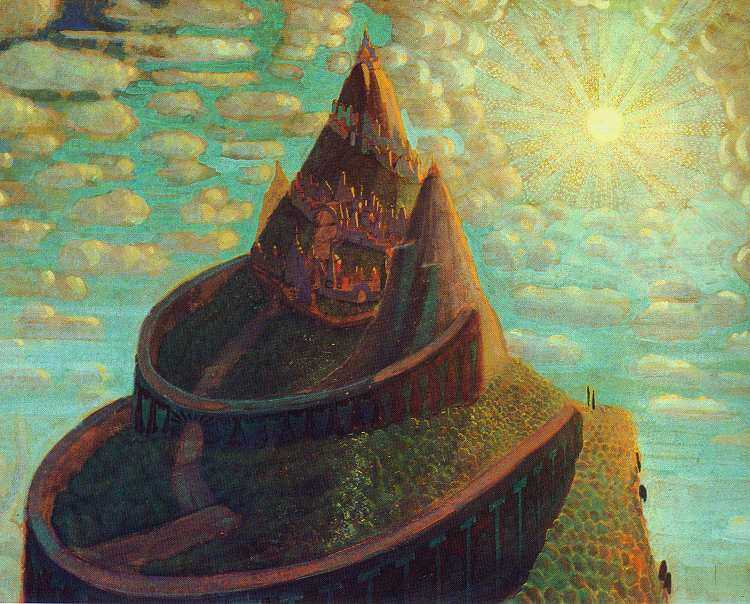
Le Château - Conte de fées (Pilis - Pasaka)
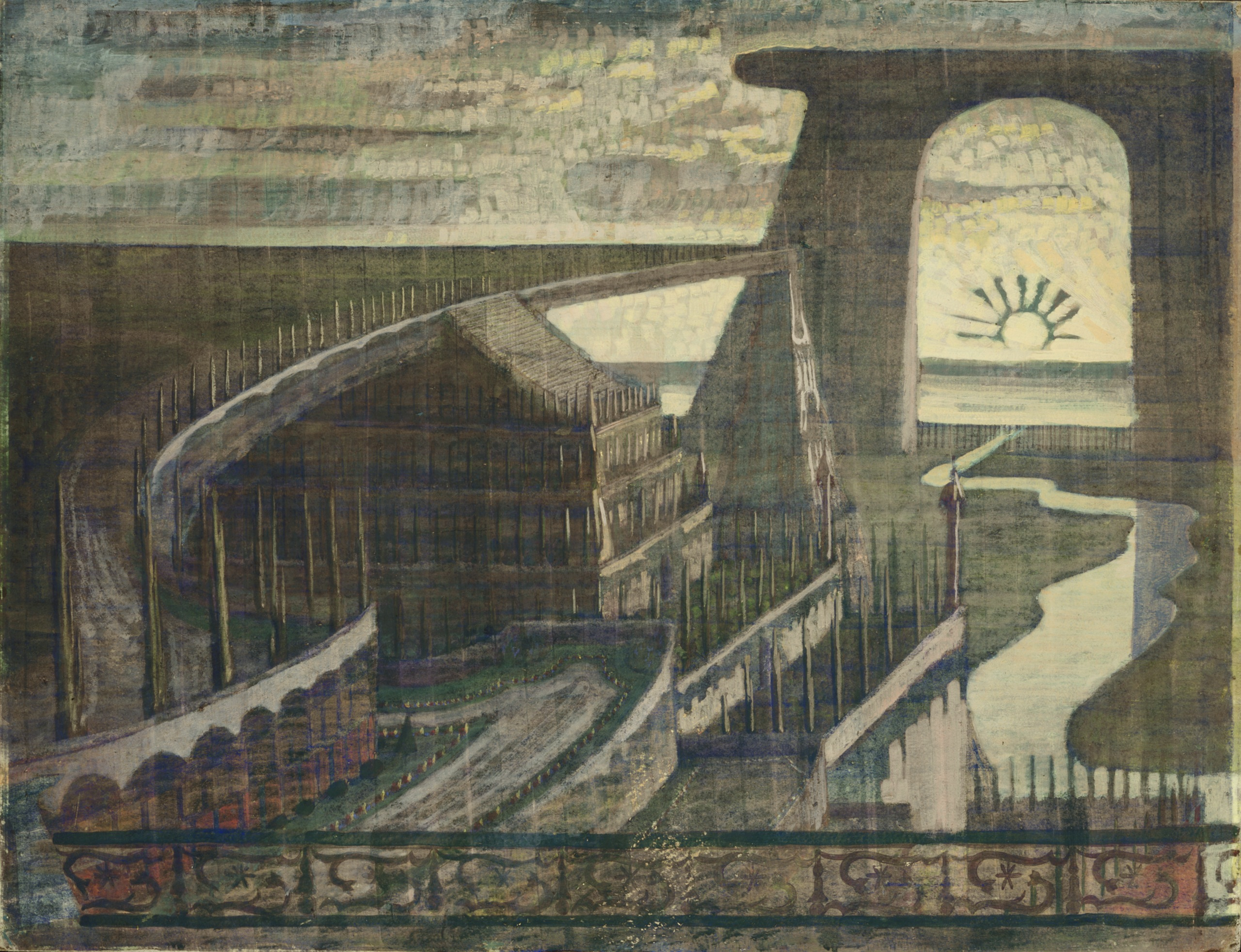
La Forteresse - Conte de fées (Tvirtovė - Pasaka)

- 1909 : Le Sacrifice. 71 × 78,5 cm. Détrempe sur papier
- 1909 : L'Arche de Noé (Nojaus arka), un tableau
- 1909 : Les Croix de Samogitie (Žemaičių koplytstulpiai). 36 × 31,2 cm. Détrempe sur papier
- 1909 : Rex, un tableau

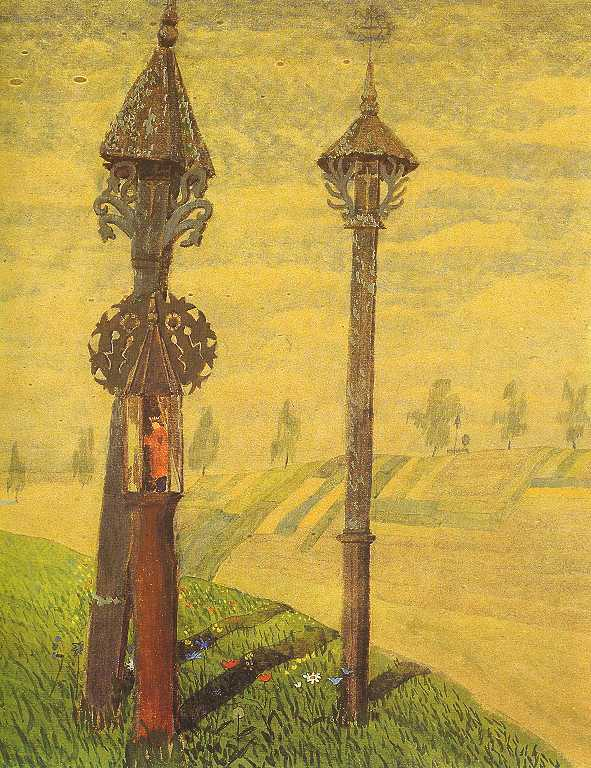
Les Croix de Samogitie (Žemaičių koplytstulpiai)
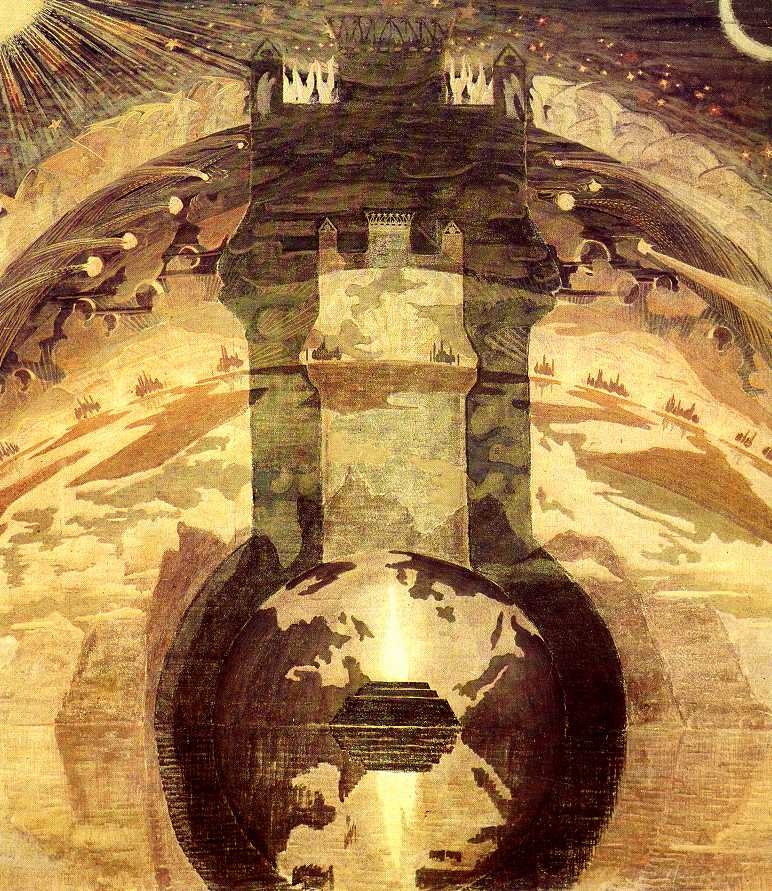
Rex

- 1909 : Cimetière samogite. 61,5 × 62 cm. Détrempe sur papier

## Postérité

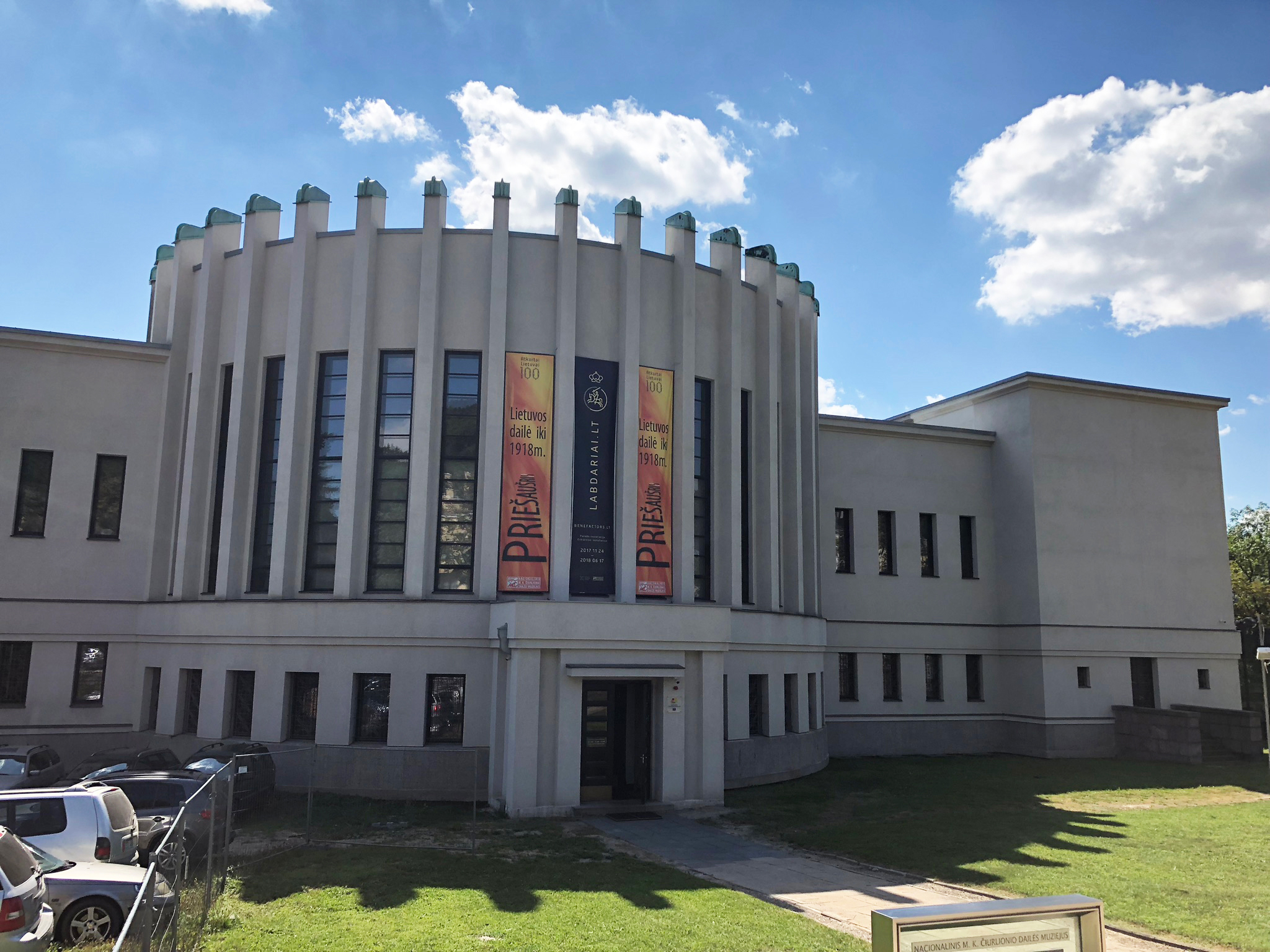
Musée Čiurlionis à Kaunas

En 1911, la revue Apollon lui consacre un article dans son numéro 5, sous la plume de son créateur Sergueï Makovski.
C'est en partie grâce à cet article élogieux et aux soutiens qui en résultent que ce musicien et peintre retrouve sa place de précurseur de l'art moderne, aujourd'hui encore méconnue.
En 1912, Mir iskousstva organise une exposition posthume de 125 toiles groupées en différents cycles : des paysages fantastiques, un univers originel irréel. Čiurlionis avait été, jusque-là, le seul à oser incarner ses rêves sur la Création du monde dans sa peinture à la limite du figuratif et de l'abstrait.
Plus généralement, après son décès, Čiurlionis devient un des symboles de la Lituanie. Entre autres exemples, à Kaunas, deuxième ville du pays, le Musée national d'art Mikalojus-Konstantinas-Čiurlionis abrite la majeure partie de ses toiles et dessins. Dans la capitale, Vilnius, l'École Nationale d'Art M. K. Čiurlionis (en) regroupe trois départements, Musique, Danse et Beaux-Arts. Le pianiste et musicologue Vytautas Landsbergis (président du pays de 1990 à 1992) a consacré plusieurs ouvrages au compositeur, dont une biographie publiée en 1992, un disque de pièces pour piano enregistré en 1995 et une édition critique de l'Œuvre pour piano publiée en 2004. Et depuis 1968, une formation de quatuor à cordes se nomme « Quatuor Čiurlionis ».
Ce sont les musées de Lituanie qui rassemblent, à Kaunas et Vilnius, la presque totalité de l'héritage artistique du peintre. Hors des frontières de son pays il reste méconnu. Il occupe pourtant une place privilégiée aux sources de l'art du XXe siècle à l'époque de transition vers l'abstraction pure.
En France également, Čiurlionis reste fort méconnu, même si le Musée d'Orsay a consacré au peintre une exposition fin 2000 - début 2001. De plus, la Sonate du soleil et Le Zodiaque ont été montrés du 8 octobre 2011 au 12 février 2012, dans le cadre de l'exposition L'Europe des esprits, au musée d'art moderne et contemporain de Strasbourg. Quant aux enregistrements discographiques d'œuvres du compositeur (de même que sa programmation en concert), ils sont peu nombreux, voire indisponibles, en France.
Notons encore qu'en astronomie, un astéroïde, numéroté 2420 et découvert en 1975 par l'astronome russe Nikolaï Tchernykh, porte aussi son nom. Et en alpinisme, un des sommets de la chaîne du Pamir (Tadjikistan) s'appelle "Mont 
Čiurlionis" (5 794 m d'altitude) depuis sa première ascension en 1964.

## Discographie
Piano
- Préludes – Augustine Macejna ; Nojma Mlinarskite ; Raimondas Kontrimas ; Birute Vainiūnaitė, piano (1966, « Lauréats du 1er Concours Čiurlionis » LP Melodiya 33D-17945/46) (OCLC 70336792)
- Miniatures : Pièces, Préludes, fughettes, fugues, Thème et variations – Aldona Radvilaitė (op. 3) ; Raimondas Kontrimas (op. 4, op. 6) ; Augustinas Maceina (op. 7, 15, 18, 19); Birute Vainiūnaitė (op. 8, 11, 12, 13) ; Aleksandra Juozapėnaitė (op. 20, 21, 22, 31, 32, 33, 34) ; Aldona Dvarionaitė (op. 26, 27, 28, 29, 30), piano (1975, 2 CD King Records/Seven Seas KICC96/7) (OCLC 37319278)
- L'Œuvre pour piano – Mūza Rubackytė, piano (13-16 avril 1993, 2 CD Marco Polo 8.223549, 8.223550/Naxos 8.572659, 8.572660) (OCLC 859829242 et 1051575457)
- Born of the human soul : Œuvres pour piano – Vytautas Landsbergis, piano (20-28 novembre 1995, EMI 5 66791 2) (OCLC 47006982)
- Œuvres pour piano – Janina Neniškytė-Lyvens, piano (1996, Semplice/Lithuanian Composers) (OCLC 880636443 et 1047829521)
- Winter Sketches : Préludes, Nocturnes, Mazurka, Humoresque… – Hayk Meliqyan, piano (2014, Ambassade de Lituanie en Arménie) — avec des œuvres de Balys Dvarionas.

Musique de chambre
- Quatuor à cordes no 2 – Quatuor de Vilnius (1991, Natalia's Fund) (OCLC 883294829) — avec Mozart, Quatuor à cordes K. 575.
- L'Œuvre pour quatuor à cordes : Quatuor à cordes en ut mineur [no 2], Thème et variations en si mineur, deux fugues, deux canons - Quatuor de Vilnius (mai 1996, Russian Disc) (OCLC 42763056)
- L'Œuvre pour quatuor à cordes : Quatuor à cordes en ut mineur [no 2], Thème et variations en si mineur, deux fugues, deux canons - Quatuor de Vilnius : Audrone Vainiunaite, Arturas Silale, violons ; Girdutis Jakaitis, alto ; Augustinas Vasiliauskas, violoncelle (2008,  Northern Flowers NF/PMA 9987) (OCLC 768179789)

Orchestre
- Dans la forêt ; La mer ; Quatuor à cordes – Orchestre symphonique de la radio-télévision d'URSS, dir. Vladimir Fedosseïev ; Quatuor de Vilnius (décembre 1989, Le Chant du monde LDC288004) (OCLC 638639141)
- La Mer ; Dans la forêt ; 5 Préludes – Orchestre philharmonique slovaque, dir. Juozas Domarkas (1990, Marco Polo 8.223323) (OCLC 884173898)
- La Mer ; Dans la forêt – Orchestre symphonique de Lituanie, dir. Gintaras Vinkevičius (1991, Vilnius Recording Studio VSCD008) (OCLC 1008568300)
- La Mer ; Dans la forêt ; De profundis (cantate)* – Chœur d'État de Kaunas* ; Orchestre symphonique de Lituanie, dir. Juozas Domarkas (2000, Lietuvos Muzikų Sąjunga/Northern Flowers) (OCLC 52808780)
- La Mer ; Dans la forêt ; Kęstutis (ouverture) – Orchestre symphonique de Lituanie, dir. Modestas Pitrėnas (de) (15-19 avril et 15-17 octobre 2019, SACD Ondine ODE1344-2) (OCLC 1151628374)